# Ante Ćorić
Ante Ćorić (Zagreb, 14. travnja 1997.) hrvatski je nogometaš koji igra na poziciji napadačkog veznog. Trenutačno igra za malteški klub Hamrun Spartans.

## Klupska karijera

### Rane godine
Ante je svoju nogometnu karijeru počeo s 5 godina u NK Hrvatski dragovoljac koji se nalazi u zagrebačkom kvartu Siget. Nakon četiri provedene godine u dragovoljcu, Ante odlazi u drugi gradski klub, u NK Zagreb u kojem ostaje 3 sezone. 2009. Ante prelazi u redove austrijskog prvoligaša Red Bull Salzburg. U ljeto 2013. Ante nije mogao odbit poziv u omladinski pogon zagrebačkog Dinama.

### Dinamo Zagreb
Za seniore Dinama, Ante je debitirao 16. travnja 2014. godine protiv RNK Splita ušavši u igru u 69. minuti umjesto portugalca Ive Pinta. Svoj prvi službeni gol za Dinamo je zabio 10. svibnja 2014. u porazu protiv pulske Istre. Iako još niti punoljetan Ante je postajao sve važniji igrač prve momčadi Modrih, a upravo je na svoj 18-ti rođendan u Maksimiru potpisao novi ugovor s Dinamom. Za prvu ekipu odigrao je ukupno 143 službene utakmice. U dresu Dinama postigao je 23 pogotka, a dva puta igrao je grupnu fazu Lige prvaka. S modrim je klubom Ćorić osvojio četiri naslova prvaka i dvije titule pobjednika Kupa, a 2017. godine osvojio je nagradu za nadu godine. Sportske novine Gazzetta dello Sport uvrstile su ga u TOP 30 mladih igrača Europe, kao i Tuttosport koji ga je nominirao za jednog od najboljih mladih europskih igrača.

### Roma
Krajem svibnja 2018. godine Ante potpisuje za talijansku Romu sve do 2023. godine.

## Reprezentativna karijera
U mlađim selekcijama ima nastupe u dobnim uzrastima: do 15, do 16, do 17, do 18, do 19 i do 21 godine. Ćorić je debitirao za Hrvatsku 27. svibnja 2016. godine protiv Moldavije. Hrvatski nogometni izbornik objavio je u svibnju 2016. popis za nastup na Europskom prvenstvu u Francuskoj, na kojem je se nalazio Ćorić.

## Priznanja

### Individualna
- Nada godine (1): 2015.

### Klupska
Dinamo Zagreb
- Prvak Hrvatske (4): 2013./14., 2014./15., 2015./16., 2017./2018.
- Hrvatski nogometni kup (3): 2014./15., 2015./16., 2017./18.

Olimpija Ljubljana
- Slovenski nogometni kup (1): 2020./21.

Zürich
- Švicarska Superliga (1): 2021./22.

## Vanjske poveznice
- Ante Ćorić, Hrvatski nogometni savez
- Ante Ćorić, Transfermarkt (engl.)